# Debbie McCormick
Deborah „Debbie” McCormick, z domu Henry (ur. 8 stycznia 1974 w Saskatoon, Kanada) – amerykańska curlerka, mistrzyni świata, czterokrotna reprezentantka Stanów Zjednoczonych na zimowych igrzyskach olimpijskich, córka Wally’ego Henry’ego. Zawodniczka Madison Curling Club.

## Kariera juniorska
Rok po rozpoczęciu uczestnictwa w rywalizacji Debbie McCormick jako rezerwowa u Eriki Brown brała udział w Mistrzostwach Świata Juniorów 1989. W 1990 zdobyła brązowy medal rozgrywek krajowych. Wygrywała natomiast w czterech kolejnych latach, zmieniała się wówczas jej pozycja w drużynie. Na MŚJ 1991 jako otwierająca zajęła 5. pozycję. Podczas kolejnego występu była rezerwową i zdobyła srebrny medal. Rok później powróciła do stałego składu jako otwierająca, Stany Zjednoczone dotarły do półfinału, gdzie przegrały 5:11 ze Szkocją zdobywając tym samym brązowe medale. Po srebrny medal McCormick sięgnęła w 1994 jako wicekapitan drużyny, w finale Amerykanki przegrały z Kanadą (Kim Gellard) 7:9.

## Kariera seniorska
Już w 1996 jako rezerwowa wygrała mistrzostwa kraju i wywalczyła srebrny medal MŚ. Przez dwa następne lata zespół McCormick odpadał w półfinałach. Pomimo niepowodzenia w mistrzostwach USA zespół Lisy Schoeneberg wygrał kwalifikacje olimpijskie. W pierwszym oficjalnym olimpijskich turnieju curlingowym Amerykanki z bilansem 2-5 uplasowały się na 5. miejscu. Po zawodach w Nagano kapitan drużyny zakończyła karierę a McCormick postanowiła nie rywalizować w sezonie 1998/1999.
W 2000 po raz pierwszy grała wraz z Nicole Joraanstad, która to zastąpiła Kari Erickson będącą w ciąży. Z nowym zespołem Debbie ponownie doszła do półfinału mistrzostw kraju. Erickson powróciła w sezonie 2000/2001 a McCormick objęła pozycję trzeciej. Wyjechała na MŚ 2001 zajmując tam 6. miejsce. Pod koniec tego samego roku ponownie zakwalifikowała się na Zimowe Igrzyska Olimpijskie 2002. Amerykanki po rundzie grupowej zajmowały 3. miejsce jednak przegrały 4:9 w półfinale przeciwko Szwajcarkom (Luzia Ebnöther), a następnie w małym finale 5:9 z Kanadyjkami (Kelley Law). W kraju drużyna doszła do finału rozgrywek krajowych, który przegrała.
W sezonie 2002/2003 McCormick stworzyła swoją drużynę i zrewanżowała się wygrywając US Nationals. Na Mistrzostwach Świata 2003 Stany Zjednoczone zakwalifikowały się do fazy play-off, w półfinałach pokonały 5:4 Szwedki (Anette Norberg), a w finale 5:3 Kanadyjki (Colleen Jones). McCormick tym samym zdobyła pierwszy i jak dotąd jedyny w historii złoty medal dla USA w kobiecym curlingu. W latach 2004 i 2005 przegrywała finały w USA przeciwko Patti Lank i Casandrze Johnson, jednak od 2006 ciągle reprezentuje swój kraj na mistrzostwach świata. W 2005 nie udało się jej po raz trzeci wywalczyć awansu olimpijskiego – dotarła do finału, gdzie ponownie przegrała z Cassie Johnson.
McCormick zdobyła srebrny medal podczas Mistrzostw Świata 2006, w finale uległa Szwedkom (Anette Norberg) 9:10. W MŚ 2007 awansowała do play-off jednak nie zajęła medalowej pozycji – przegrała w meczu przeciwko Szkotom (Kelly Wood). W dwóch późniejszych występach zespół Amerykanek zajmował 7. i 9. miejsca. Pomimo słabszej gry na arenie międzynarodowej McCormick po zwycięstwie w United States Olympic Curling Team Trials 2010, będzie po raz trzeci uczestniczyła na ZIO, pierwszy raz jako skip. W turnieju olimpijskim Amerykanki z dwiema wygranymi i siedmioma porażkami zajęły ostatnie miejsce.
Po sezonie olimpijskim drużyna McCormick rozpadła się. Debbie w sezonie 2010/2011 dołączyła jako rezerwowa do zespołu Eriki Brown, który uplasował się na 4. miejscu mistrzostw kraju. McCormick wzmocniła jednak na MŚ 2011 reprezentację USA. Jako rezerwowa u Patti Lank wystąpiła w 7 meczach, Amerykanki zajęły 7. miejsce.
Od sezonu 2011/2012 McCormick zagrywała kamienie na pozycji trzeciej u Eriki Brown. Zespół ten reprezentował Stany Zjednoczone na Mistrzostwach Świata 2013. Amerykanki awansowały do fazy play-off, zajęły 4. miejsce dwukrotnie przegrywając z Kanadyjkami (Rachel Homan). W 2014 McCormick ponownie wystąpiła na zimowych igrzyskach olimpijskich. Podczas turnieju w Soczi Amerykanki wygrały tylko jedno spotkanie i uplasowały się na ostatnim, 10. miejscu.
Po zakończeniu sezonu olimpijskiego Debbie stworzyła nową drużynę.
W latach 2003 i 2006 drużynę Debbie McCormick wybrano przez Amerykański Związek Curlingu drużyną roku a ona sama została curlerką roku.

### Wielki Szlem
| Turniej                | 2006/2007 | 2007/2008 | 2008/2009 | 2011/2012 | 2012/2013 | 2013/2014 |
| ---------------------- | --------- | --------- | --------- | --------- | --------- | --------- |
| Autumn Gold            | A         | A         | A         | x         | A         | x         |
| Manitoba Lotteries     | x         | QF        | x         | x         | A         | A         |
| Colonial Square        | ?*        | ?*        | A*        | A*        | x         | A         |
| Masters                | –         | ?*        | ?*        | F*        | x         | x         |
| Players’ Championships | A         | A         | A         | A         | A         | A         |

| –  | = turniej nie odbył się                                  |
| A  | = nie uczestniczyła                                      |
| x  | = nie zakwalifikowała się do fazy finałowej              |
| QF | = ćwierćfinał                                            |
| SF | = półfinał                                               |
| F  | = finał                                                  |
| W  | = zwycięstwo                                             |
| *  | = turniej niezaliczany wówczas do cyklu Wielkiego Szlema |

#### Turnieje nierozgrywane
| Turniej               | 2006/2007 | 2007/2008 | 2008/2009 |
| --------------------- | --------- | --------- | --------- |
| Wayden Transportation | A         | A         | A         |
| Sobeys Slam           | –         | A         | A         |

## Drużyna
|           | Czwarta          | Trzecia           | Druga             | Otwierająca        |
| --------- | ---------------- | ----------------- | ----------------- | ------------------ |
| od 2014   | Debbie McCormick | Brittany Falk     | Emilia Juocys     | Stephanie Senneker |
| 2011/2014 | Erika Brown      | Debbie McCormick  | Jessica Schultz   | Ann Swisshelm      |
| 2010/2011 | Erika Brown      | Nina Spatola      | Ann Swisshelm     | Laura Hallisey     |
| 2006/2010 | Debbie McCormick | Allison Pottinger | Nicole Joraanstad | Natalie Nicholson  |
| 2003/2005 | Debbie McCormick | Allison Pottinger | Ann Swisshelm     | Tracy Sachtjen     |
| 2001/2002 | Kari Erickson    | Debbie McCormick  | Stacey Liapis     | Ann Swisshelm      |
| 1998      | Lisa Schoeneberg | Erika Brown       | Debbie Henry      | Lori Mountford     |
| 1996      | Lisa Schoeneberg | Erika Brown       | Lori Mountford    | Allison Pottinger  |
| 1994      | Erika Brown      | Debbie Henry      | Stacey Liapis     | Analissa Johnson   |
| 1993      | Erika Brown      | Kari Liapis       | Stacey Liapis     | Debbie Henry       |
| 1992      | Erika Brown      | Kari Liapis       | Stacey Liapis     | Bobbi Breyen       |
| 1991      | Erika Brown      | Jill Jones        | Shellie Holerud   | Debbie Henry       |

Gdy była rezerwową, McCormick nie ma na liście.

## Życie prywatne
Rodzina Henry pochodzi z Kanady, do USA przeprowadziła się gdy Debbie miała dwa lata. W curling grali jej rodzice, ojciec dwukrotnie zdobywał brązowe medale mistrzostw świata. Debbie zaczęła brać udział w zawodach w 1988. W wieku 15 lat zmarła jej matka.
Jest żoną Pete’a McCormicka, który oświadczył się jej w walentynki 1998 – podczas Zimowych Igrzysk Olimpijskich, kiedy to Amerykanki zakończyły już rywalizację. Ślub odbył się w 1999. Obecnie mieszka w Rio, Wisconsin.